# Рональд Леві
Рональд Леві (30 грудня 1992 або 30 жовтня 1992 , Парафія Вестморленд, Корнволл ) — ямайський легкоатлет, що спеціалізується на бігу з бар'єрами, бронзовий призер Олімпійських ігор 2020 року.

## Кар'єра
| Рік                | Змагання                     | Місце проведення           | Місце              | Дисципліна             | Результат          | Примітки           |
| Представник Ямайка | Представник Ямайка           | Представник Ямайка         | Представник Ямайка | Представник Ямайка     | Представник Ямайка | Представник Ямайка |
| ------------------ | ---------------------------- | -------------------------- | ------------------ | ---------------------- | ------------------ | ------------------ |
| 2017               | Чемпіонат світу              | Лондон, Велика Британія    | —                  | 110 метрів з бар'єрами | DNF                |                    |
| 2018               | Чемпіонат світу в приміщенні | Бірмінгем, Велика Британія | 9                  | 60 метрів з бар'єрами  | 7.62               |                    |
| 2018               | Ігри Співдружності           | Голд-Кост, Австралія       | 1                  | 110 метрів з бар'єрами | 13.19              |                    |
| 2019               | Чемпіонат світу              | Доха, Катар                | 14 (з.)            | 110 метрів з бар'єрами | 13.48              | [ 2 ]              |
| 2021               | Олімпійські ігри             | Токіо, Японія              | 3                  | 110 метрів з бар'єрами | 13.10              |                    |
| 2022               | Чемпіонат світу в приміщенні | Белград, Сербія            | 28                 | 60 метрів з бар'єрами  | 7.75               | SB                 |